# 膨胀循环

膨胀循环火箭发动机（闭式循环）。喷嘴和燃烧室的热驱动燃料和氧化剂泵。

膨胀循环（Expander cycle）是双元液体推进剂火箭发动机的一种动力循环，能提高燃料供给的效率。
在膨胀循环中，燃料燃烧前通常被主燃烧室的余热加热。当液态燃料通过在燃烧室壁裏的冷却通道时，相變成气态。气态燃料产生的气压差推动涡轮泵转动。从而使推进剂高速进入推力室燃烧产生推力。
钟罩形的发动机由于没有足够的喷嘴面积来加热燃料来驱动涡轮机，因此单纯的膨胀循环发动机的推力最多300KN。更高的推力级可以靠燃料分流来达到，一部分燃料被分流到涡轮机和推力室的冷却通道，最后一起注入主燃烧室。瓦形发动机由于废气紧贴室壁，因此传热效率更高，可以产生更大的推力。两种类型的发动机都必须使用低温燃料，例如液氢、甲烷、丙烷等，这些燃料可以轻易达到沸点。
有些膨胀循环发动机使用燃气发生器来启动涡轮机，直到燃烧室和喷管加热的燃料产生的压力能独自启动涡轮机。

## 膨胀排放循环（开放循环）

膨胀排放循环（开放循环）火箭发动机示意图。

这种工作循环是传统膨胀循环的改进。排放循环中，只有一小部分推进剂用来驱动涡轮并抛弃，并没有注入燃烧室。排出涡轮废气使通过涡轮的气压降最大化，从而提高了涡轮泵的输出功率，其理论最大推力为2000kN。但牺牲了发动机推力及效率。使用此种循环的有日本的LE-5A/B，据说性能较传统膨胀循环更优。此外日本的LE-9是世界上第一台膨胀排放循环高推力发动机，其推力达到1471kN。

## 优点
相对其他设计，膨胀循环有如下优点：
- 低温：在燃料转化为气态后，其温度通常接近室温，对涡轮机的损害微乎其微，使得发动机可重用性提高。与此相反，燃气发生器循环或分级燃烧循环的发动机涡轮机都运行在高温下。

- 容错性：在RL-10开发期间，工程师担心燃料箱里的绝缘泡沫可能脱落从而引起发动机故障。他们故意放置松动的泡沫来测试这种情形。RL-10运行平稳，并未出现故障或性能损耗。而常规的使用燃气发生器的发动机即使一小块泡沫脱落也会造成严重后果。而膨胀循环所采用的燃料管道通常比较粗，对这种意外情况有较强的适应性。

- 固有安全性：因为膨胀循环发动机的推力是有限的，因此在设计时可以很容易地将理论最大推力情况考虑在内。而在其他类型的发动机中，反馈系统故障或类似的问题可能导致发动机失控，其他类型的发动机需要复杂的机械或电子控制器来确保这种情况不会发生。膨胀循环不会出这种故障。

## 利用
- 普惠公司RL-10
- 普惠公司RL-60
- 芬奇火箭发动机
- LE-5A/B
- YF-75D
- YF-79
- LE-9（日语：LE-9）

膨胀循环发动机已经被用于：
- 半人马座上面级
- DC-X计划中的单级入轨火箭，未曾进行轨道飞行。

- 阿丽亚娜五号上面级
- 土星一号
- H2上面级
- H2A上面级
- H2B上面级
- 长征五号第二级